# Iekaterina Riabova
Iekaterina Riabova, née le 14 juillet 1921 à Gus-Zhelezny (en) et morte à Moscou le 12 septembre 1974, est une aviatrice soviétique durant la Seconde Guerre mondiale, honorée du titre d'Héroïne de l'Union soviétique le 23 février 1945. Elle a atteint le rang de lieutenante en tant que membre du 588e NBAP où elle effectue 890 missions de nuit en tant que navigatrice sur un Polikarpov Po-2.

## Enfance et éducation
Riabova est née  dans une famille de paysans russe de Gus-Zhelezny, aujourd'hui dans la banlieue de Riazan. Après obtention de son diplôme de l'école secondaire, elle s'inscrit à la Faculté de Mécanique et de Mathématiques (MSU) de l'Université d'État de Moscou, où elle étudie jusqu'à l'invasion allemande de l'Union soviétique. En 1943, elle devient membre du Parti Communiste.

## Carrière militaire
Riabova intègre l'école militaire d'aviation d'Engels en octobre 1941 pour devenir navigatrice du 588 NBAP, un des trois régiments d'aviation féminins fondés par Marina Raskova. Les cours pour devenir navigatrice durent normalement trois ans mais en raison de la guerre, les cours ne durent que trois mois. Peu après, le régiment est déployé sur le Front Sud en mai 1942, reçoit le titre de Garde soviétique et devient le 46e Régiment de bombardiers de nuit de la garde. Après quelques mois de combats, elle est finalement promue navigatrice principale de l'escadron sous les ordres de Marina Tchetchneva. En 1944, la pilote Nadejda Popova et elle font dix-huit sorties en une seule nuit au-dessus de la Pologne. Au total, elle a fait 890 sorties pendant la guerre, sa dernière mission prenant place au-dessus de Berlin après avoir participé aux bombardements à Taman, en Crimée, en Biélorussie et en Pologne. Le 23 février 1945, Riabova est déclarée Héroïne de l'Union soviétique par le Soviet suprême, et la médaille lui est remise par le commandant du Deuxième front biélorusse, Constantin Rokossovski le 8 mars,,.

## Après-guerre
Après la guerre, Riabova est envoyée par la commandante du régiment à l'Académie de la Force Aérienne russe (aujourd'hui l'Académie Youri Gagarine) avec Maria Smirnova, mais elles ne sont pas admises car l'académie est alors interdite aux femmes. Après avoir été écartée de l'Académie, elle reprend ses études à l'Université d'État de Moscou, où elle reste socialement active après l'obtention de son diplôme en 1948. Elle défend sa thèse et obtient son Ph.D. en 1951. Elle travaille ensuite comme enseignante à l'Institut de Polygraphie de Moscou, et de 1963 à 1972, elle travaille en tant que Professeure Associée du Département de Mécanique Théorique à la Dzerjinski Military Engineering Academy. En raison d'une blessure à la tête datant de la guerre, elle est sujette aux migraines,.
En juin 1945, elle épouse le double Héros de l'Union soviétique Grigori Sivkov qu'elle a rencontré pendant la guerre. Elle donne naissance à sa première fille Natalia en 1947 et sa seconde Irina, en 1952. Elle meurt le 12 septembre 1974, âgée de 53 ans. Son journal décrit comment elle se blessa à la tête durant la guerre, raison de ses migraines récurrentes : sa tête tapa contre le tableau de bord lors d'un atterrissage violent,.

## Distinctions
- Héros de l'Union soviétique
- Ordre de Lénine
- Ordre du Drapeau rouge
- Ordre de l'Étoile rouge
- Ordre de la Guerre patriotique, 1re classe
- Médaille pour la victoire sur l'Allemagne dans la Grande Guerre patriotique de 1941-1945
- Médaille pour la Libération de Varsovie